# Manuela Maleeva
Ne pas confondre avec Katerina Maleeva et Magdalena Maleeva, ses sœurs également joueuses de tennis.
 Manuela Maleeva (née le 14 février 1967 à Sofia) est une joueuse de tennis professionnelle des années 1980 et 1990.
Bulgare, elle devient Manuela Maleeva-Fragnière à la suite de son mariage, le 28 novembre 1987, avec le joueur de tennis suisse François Fragnière. Elle jouera sous les couleurs suisses à partir de 1990.

## Carrière tennistique
Née à Sofia, Manuela Maleeva est l'aînée d'une famille dont les ancêtres maternels (d'éminents Arméniens) se sont réfugiés en Bulgarie à la suite des massacres hamidiens de 1894-1896 dans l'Empire ottoman. Sa mère, Yulia Berberian, excellente joueuse de tennis dans les années 1960, décide au milieu des années 1970 de devenir entraîneur et prend successivement en charge ses trois filles, Manuela, Katerina et Magdalena : elle les conduira toutes au sommet de l'élite internationale.
En 1982, Manuela Maleeva remporte le tournoi de Roland-Garros junior. La même année, elle fait ses débuts sur le circuit WTA : sa progression s'avère aussi régulière que rapide. Dès 1984, elle intègre le top 10 mondial qu'elle ne quittera quasiment plus jamais jusqu'à sa retraite sportive dix saisons plus tard. Le 4 février 1985, elle se hisse même au 3e rang, juste derrière Martina Navrátilová et Chris Evert.
En 41 participations, elle atteint deux fois les demi-finales dans une épreuve du Grand Chelem (à l'US Open en 1992 et 1993), douze fois les quarts et huit fois le 4e tour. C'est précisément à l'US Open qu'elle signe en 1984 son unique victoire dans un Majeur, en double mixte aux côtés de l'Américain Tom Gullikson. Elle parvient à battre les deux meilleures joueuses de son temps, Chris Evert (mais jamais en grand chelem) et Martina Navrátilová (notamment à l'US Open 1990), chaque fois à deux reprises. Elle échouera en revanche constamment devant la puissance de Steffi Graf et Monica Seles.
Régulièrement sélectionnée en Coupe de la Fédération, elle participe avec sa sœur cadette Katerina à la qualification de l'équipe bulgare en demi-finales en 1985 et 1987. En octobre 1988, elle partage avec Zina Garrison la médaille de bronze en simple aux Jeux olympiques de Séoul.
Pendant sa carrière, Manuela Maleeva a gagné 23 tournois WTA, dont 19 en simple, faisant d'elle la joueuse la plus titrée de l'histoire du tennis (simple et double confondus) à n'avoir jamais remporté de tournoi du Grand Chelem ni en simple ni en double.
Manuela Maleeva a été élue « sportive suisse de l'année » en 1993.

## Palmarès

### Titres en simple dames
| No | Date       | Nom et lieu du tournoi                       | Catégorie  | Dotation  | Surface         | Finaliste            | Score         |          |
| -- | ---------- | -------------------------------------------- | ---------- | --------- | --------------- | -------------------- | ------------- | -------- |
| 1  | 07-05-1984 | Swiss Open, Lugano                           | VS Tour C2 | 100 000 $ | Terre (ext.)    | Iva Budařová         | 6-1, 6-1      | Parcours |
| 2  | 21-05-1984 | Italian Open, Pérouse                        |            | 150 000 $ | Terre (ext.)    | Chris Evert          | 6-3, 6-3      | Parcours |
| 3  | 06-08-1984 | US Open Clay Courts, Indianapolis            |            | 200 000 $ | Terre (ext.)    | Lisa Bonder          | 6-4, 6-3      | Parcours |
| 4  | 12-11-1984 | Lion’s Cup, Tokyo                            |            | 200 000 $ | Moquette (int.) | Hana Mandlíková      | 6-1, 1-6, 6-4 | Parcours |
| 5  | 10-12-1984 | Pan Pacific Open, Tokyo                      | VS Tour C4 | 250 000 $ | Moquette (int.) | Claudia Kohde-Kilsch | 3-6, 6-4, 6-4 | Parcours |
| 6  | 09-12-1985 | Pan Pacific Open, Tokyo                      |            | 250 000 $ | Moquette (int.) | Bonnie Gadusek       | 7-6, 3-6, 7-5 | Parcours |
| 7  | 30-03-1987 | Sea Pines, Seabrook Island                   |            | 75 000 $  | Terre (ext.)    | Raffaella Reggi      | 5-7, 6-2, 6-3 | Parcours |
| 8  | 24-08-1987 | United Jersey Bank Classic, Mahwah           |            | 150 000 $ | Dur (ext.)      | Sylvia Hanika        | 1-6, 6-4, 6-1 | Parcours |
| 9  | 29-02-1988 | Virginia Slims of Kansas, Wichita            | Tier V     | 100 000 $ | Dur (int.)      | Sylvia Hanika        | 7-6, 7-5      | Parcours |
| 10 | 12-09-1988 | Virginia Slims of Arizona, Phoenix           | Tier V     | 100 000 $ | Dur (ext.)      | Dinky Van Rensburg   | 6-3, 4-6, 6-2 | Parcours |
| 11 | 06-03-1989 | Virginia Slims of Palm Springs, Palm Springs | Tier III   | 250 000 $ | Dur (ext.)      | Jenny Byrne          | 6-4, 6-1      | Parcours |
| 12 | 22-05-1989 | European Open, Genève                        | Tier V     | 100 000 $ | Terre (ext.)    | Conchita Martínez    | 6-4, 6-0      | Parcours |
| 13 | 11-02-1991 | Austrian Tennis Grand Prix, Linz             | Tier V     | 100 000 $ | Moquette (int.) | Petra Langrová       | 6-4, 7-6      | Parcours |
| 14 | 20-05-1991 | Geneva European Open, Genève                 | Tier IV    | 150 000 $ | Terre (ext.)    | Helen Kelesi         | 6-3, 3-6, 6-3 | Parcours |
| 15 | 23-09-1991 | Open Whirlpool-Ville de Bayonne, Bayonne     | Tier IV    | 150 000 $ | Moquette (int.) | Leila Meskhi         | 4-6, 6-3, 6-4 | Parcours |
| 16 | 28-09-1992 | Open Whirlpool-Ville de Bayonne, Bayonne     | Tier IV    | 150 000 $ | Moquette (int.) | Nathalie Tauziat     | 6-7, 6-2, 6-3 | Parcours |
| 17 | 22-02-1993 | Int’l Austrian Indoor Championships, Linz    | Tier III   | 150 000 $ | Moquette (int.) | Conchita Martínez    | 6-2, 1-0, ab. | Parcours |
| 18 | 04-10-1993 | Barilla Indoors, Zurich                      | Tier I     | 750 000 $ | Moquette (int.) | Martina Navrátilová  | 6-3, 7-6      | Parcours |
| 19 | 07-02-1994 | Asian Tennis Open, Osaka                     | Tier III   | 150 000 $ | Moquette (int.) | Iva Majoli           | 6-1, 4-6, 7-5 | Parcours |

### Finales en simple dames
| No | Date       | Nom et lieu du tournoi                          | Catégorie  | Dotation  | Surface         | Vainqueure          | Score         |          |
| -- | ---------- | ----------------------------------------------- | ---------- | --------- | --------------- | ------------------- | ------------- | -------- |
| 1  | 30-01-1984 | Virginia Slims of Houston, Houston              | VS Tour C3 | 150 000 $ | Moquette (int.) | Hana Mandlíková     | 6-4, 6-2      | Parcours |
| 2  | 07-01-1985 | Virginia Slims of Washington, Washington        |            | 150 000 $ | Moquette (int.) | Martina Navrátilová | 6-3, 6-2      | Parcours |
| 3  | 20-05-1985 | Swiss Open, Lugano                              |            | 100 000 $ | Terre (ext.)    | Bonnie Gadusek      | 6-2, 6-2      | Parcours |
| 4  | 21-10-1985 | Pretty Polly Classic, Brighton                  |            | 175 000 $ | Moquette (int.) | Chris Evert         | 7-5, 6-3      | Parcours |
| 5  | 11-11-1985 | Lion’s Cup, Tokyo                               |            | 100 000 $ | Moquette (int.) | Chris Evert         | 7-5, 6-0      | Parcours |
| 6  | 19-05-1986 | European Open, Lugano                           |            | 100 000 $ | Terre (ext.)    | Raffaella Reggi     | 5-7, 6-3, 7-6 | Parcours |
| 7  | 09-06-1986 | Edgbaston Cup, Birmingham                       |            | 125 000 $ | Gazon (ext.)    | Pam Shriver         | 6-2, 7-6      | Parcours |
| 8  | 08-09-1986 | Pan Pacific Open, Tokyo                         |            | 250 000 $ | Moquette (int.) | Steffi Graf         | 6-4, 6-2      | Parcours |
| 9  | 06-04-1987 | Family Circle Mag. Cup, Hilton Head             |            | 300 000 $ | Terre (ext.)    | Steffi Graf         | 6-2, 4-6, 6-3 | Parcours |
| 10 | 18-05-1987 | European Open, Genève                           |            | 100 000 $ | Terre (ext.)    | Chris Evert         | 6-3, 4-6, 6-2 | Parcours |
| 11 | 14-09-1987 | Pan Pacific Open, Tokyo                         |            | 250 000 $ | Moquette (int.) | Gabriela Sabatini   | 6-4, 7-6      | Parcours |
| 12 | 17-10-1988 | European Indoors, Zurich                        | Tier IV    | 200 000 $ | Moquette (int.) | Pam Shriver         | 6-3, 6-4      | Parcours |
| 13 | 25-10-1988 | Brighton International, Brighton                | Tier III   | 250 000 $ | Moquette (int.) | Steffi Graf         | 6-2, 6-0      | Parcours |
| 14 | 12-02-1990 | Virginia Slims of Chicago, Chicago              | Tier I     | 500 000 $ | Moquette (int.) | Martina Navrátilová | 6-3, 6-2      | Parcours |
| 15 | 26-03-1990 | US Hard Court Championships, San Antonio        | Tier III   | 225 000 $ | Dur (ext.)      | Monica Seles        | 6-4, 6-3      | Parcours |
| 16 | 06-08-1990 | American Bank Classic, San Diego                | Tier III   | 225 000 $ | Dur (ext.)      | Steffi Graf         | 6-3, 6-2      | Parcours |
| 17 | 22-04-1991 | International Championships of Spain, Barcelone | Tier III   | 225 000 $ | Terre (ext.)    | Conchita Martínez   | 6-4, 6-1      | Parcours |
| 18 | 06-07-1992 | Citroen Cup Austrian Open, Kitzbühel            | Tier IV    | 150 000 $ | Terre (ext.)    | Conchita Martínez   | 6-0, 3-6, 6-2 | Parcours |

### Titres en double dames
| No | Date       | Nom et lieu du tournoi                    | Catégorie | Dotation  | Surface         | Partenaire       | Finalistes                        | Score         |          |
| -- | ---------- | ----------------------------------------- | --------- | --------- | --------------- | ---------------- | --------------------------------- | ------------- | -------- |
| 1  | 22-07-1985 | US Clay Courts Indianapolis               |           | 200 000 $ | Terre (ext.)    | Katerina Maleeva | Penny Barg Paula Smith            | 3-6, 6-3, 6-4 | Parcours |
| 2  | 06-07-1987 | Belgian Open Knokke                       |           | 75 000 $  | Terre (ext.)    | Bettina Bunge    | Kathleen Horvath Marcella Mesker  | 4-6, 6-4, 6-4 | Parcours |
| 3  | 11-02-1991 | Austrian Tennis Grand Prix Linz           | Tier V    | 100 000 $ | Moquette (int.) | Raffaella Reggi  | Petra Langrová Radka Zrubáková    | 6-4, 1-6, 6-3 | Parcours |
| 4  | 05-04-1993 | Bausch & Lomb Championships Amelia Island | Tier II   | 375 000 $ | Terre (ext.)    | Leila Meskhi     | Amanda Coetzer Inés Gorrochategui | 3-6, 6-3, 6-4 | Parcours |

### Finales en double dames
| No | Date       | Nom et lieu du tournoi                              | Catégorie | Dotation  | Surface         | Vainqueures                       | Partenaire        | Score         |          |
| -- | ---------- | --------------------------------------------------- | --------- | --------- | --------------- | --------------------------------- | ----------------- | ------------- | -------- |
| 1  | 29-04-1985 | Virginia Slims of Houston Sugar Land                |           | 150 000 $ | Terre (ext.)    | Elise Burgin Martina Navrátilová  | Helena Suková     | 6-1, 3-6, 6-3 | Parcours |
| 2  | 08-09-1986 | Pan Pacific Open Tokyo                              |           | 250 000 $ | Moquette (int.) | Bettina Bunge Steffi Graf         | Katerina Maleeva  | 6-1, 6-7, 6-2 | Parcours |
| 3  | 14-09-1987 | Pan Pacific Open Tokyo                              |           | 250 000 $ | Moquette (int.) | Anne White Robin White            | Katerina Maleeva  | 6-1, 6-2      | Parcours |
| 4  | 20-05-1991 | Geneva European Open Genève                         | Tier IV   | 150 000 $ | Terre (ext.)    | Nicole Provis Elizabeth Smylie    | Cathy Caverzasio  | 6-1, 6-2      | Parcours |
| 5  | 08-02-1993 | World Ladies in Osaka Osaka                         | Tier III  | 150 000 $ | Moquette (int.) | Larisa Neiland Jana Novotná       | Magdalena Maleeva | 6-1, 6-3      | Parcours |
| 6  | 19-04-1993 | International Championships of Spain Barcelone      | Tier II   | 375 000 $ | Terre (ext.)    | Conchita Martínez Arantxa Sánchez | Magdalena Maleeva | 4-6, 6-1, 6-0 | Parcours |
| 7  | 26-07-1993 | Acura US Hard Court Championships Stratton Mountain | Tier II   | 375 000 $ | Dur (ext.)      | Elizabeth Smylie Helena Suková    | Mercedes Paz      | 6-1, 6-2      | Parcours |

### Titres en double mixte
| No | Date       | Nom et lieu du tournoi   | Catégorie | Dotation    | Surface    | Partenaire    | Finalistes                       | Score         |          |
| -- | ---------- | ------------------------ | --------- | ----------- | ---------- | ------------- | -------------------------------- | ------------- | -------- |
| 1  | 27-08-1984 | US Open Flushing Meadows | G. Chelem | 1 100 000 $ | Dur (ext.) | Tom Gullikson | Elizabeth Sayers John Fitzgerald | 2-6, 7-5, 6-4 | Parcours |
| 2  | 27-12-1991 | Hopman Cup IV Perth      | ITF       | 600 000 AU$ | Dur (int.) | Jakob Hlasek  | Helena Suková Karel Nováček      | 2 matchs à 1  | Parcours |

## Parcours en Grand Chelem

### En simple
| Année | Open d'Australie (janvier) | Open d'Australie (janvier) | Internationaux de France | Internationaux de France | Wimbledon       | Wimbledon           | US Open         | US Open             | Open d'Australie (décembre) | Open d'Australie (décembre) |
| ----- | -------------------------- | -------------------------- | ------------------------ | ------------------------ | --------------- | ------------------- | --------------- | ------------------- | --------------------------- | --------------------------- |
| 1982  | n/a                        | n/a                        | 2e tour (1/32)           | Lisa Bonder              | 2e tour (1/32)  | Jane Preyer         | 3e tour (1/16)  | Hana Mandlíková     | 2e tour (1/16)              | Anne Smith                  |
| 1983  | n/a                        | n/a                        | 3e tour (1/16)           | Gretchen Rush            | 2e tour (1/32)  | Andrea Temesvári    | 3e tour (1/16)  | Chris Evert         | -                           | -                           |
| 1984  | n/a                        | n/a                        | 4e tour (1/8)            | Chris Evert              | 1/4 de finale   | Martina Navrátilová | 1er tour (1/64) | Petra Delhees       | -                           | -                           |
| 1985  | n/a                        | n/a                        | 1/4 de finale            | Gabriela Sabatini        | 4e tour (1/8)   | Molly Van Nostrand  | 4e tour (1/8)   | Steffi Graf         | 1/4 de finale               | Chris Evert                 |
| 1986  | n/a                        | n/a                        | 3e tour (1/16)           | Mercedes Paz             | 4e tour (1/8)   | Bettina Bunge       | 1/4 de finale   | Chris Evert         | n/a                         | n/a                         |
| 1987  | 4e tour (1/8)              | Catarina Lindqvist         | 1/4 de finale            | Steffi Graf              | 2e tour (1/32)  | Dianne Balestrat    | 4e tour (1/8)   | Chris Evert         | n/a                         | n/a                         |
| 1988  | -                          | -                          | 3e tour (1/16)           | Helen Kelesi             | 1er tour (1/64) | Pascale Paradis     | 1/4 de finale   | Chris Evert         | n/a                         | n/a                         |
| 1989  | -                          | -                          | 1/4 de finale            | Monica Seles             | -               | -                   | 1/4 de finale   | Martina Navrátilová | n/a                         | n/a                         |
| 1990  | -                          | -                          | 1/4 de finale            | Monica Seles             | 1er tour (1/64) | Sara Gomer          | 1/4 de finale   | MJ Fernández        | n/a                         | n/a                         |
| 1991  | 2e tour (1/32)             | Anke Huber                 | 2e tour (1/32)           | Regina Kordová           | -               | -                   | 4e tour (1/8)   | Martina Navrátilová | n/a                         | n/a                         |
| 1992  | 1/4 de finale              | Arantxa Sánchez            | 3e tour (1/16)           | Manon Bollegraf          | 3e tour (1/16)  | Kristin Godridge    | 1/2 finale      | Arantxa Sánchez     | n/a                         | n/a                         |
| 1993  | 4e tour (1/8)              | M.J. Fernández             | 3e tour (1/16)           | Brenda Schultz           | 2e tour (1/32)  | Naoko Sawamatsu     | 1/2 finale      | Steffi Graf         | n/a                         | n/a                         |
| 1994  | 1/4 de finale              | Arantxa Sánchez            | -                        | -                        | -               | -                   | -               | -                   | n/a                         | n/a                         |

À droite du résultat, l’ultime adversaire.

### En double
| Année | Open d'Australie (janvier)  | Open d'Australie (janvier) | Internationaux de France     | Internationaux de France   | Wimbledon                     | Wimbledon                  | US Open                       | US Open                     | Open d'Australie (décembre) | Open d'Australie (décembre) |
| ----- | --------------------------- | -------------------------- | ---------------------------- | -------------------------- | ----------------------------- | -------------------------- | ----------------------------- | --------------------------- | --------------------------- | --------------------------- |
| 1983  | n/a                         | n/a                        | 1er tour (1/32) M. Casati    | Kate Latham Kim Steinmetz  | -                             | -                          | 1er tour (1/32) Laura duPont  | Sandy Collins Zina Garrison | -                           | -                           |
| 1984  | n/a                         | n/a                        | 2e tour (1/16) Lucia Romanov | Sabrina Goleš Petra Huber  | 1er tour (1/32) Helena Suková | Kathy Jordan Anne Smith    | 1er tour (1/32) Sabrina Goleš | C. Copeland Lori McNeil     | -                           | -                           |
| 1985  | n/a                         | n/a                        | 2e tour (1/16) K. Maleeva    | Elise Burgin A. Temesvári  | 1er tour (1/32) K. Maleeva    | Mercedes Paz G. Sabatini   | 2e tour (1/16) K. Maleeva     | C. Lindqvist J. Russell     | 2e tour (1/8) K. Maleeva    | Linda Gates A. Moulton      |
| 1986  | n/a                         | n/a                        | 1/4 de finale K. Maleeva     | Steffi Graf G. Sabatini    | 2e tour (1/16) K. Maleeva     | Bettina Bunge C. Porwik    | 1er tour (1/32) K. Maleeva    | G. Fernández Robin White    | n/a                         | n/a                         |
| 1987  | -                           | -                          | 1er tour (1/32) K. Maleeva   | Isabel Cueto A. Sánchez    | 1er tour (1/32) K. Maleeva    | Beth Herr A. Moulton       | 1er tour (1/32) K. Maleeva    | H. Mandlíková W. Turnbull   | n/a                         | n/a                         |
| 1988  | -                           | -                          | 2e tour (1/16) K. Maleeva    | Navrátilová Pam Shriver    | 1er tour (1/32) D. Balestrat  | L. Antonoplis B. Gerken    | 1er tour (1/32) B. Potter     | Patty Fendick Hetherington  | n/a                         | n/a                         |
| 1989  | -                           | -                          | 2e tour (1/16) K. Maleeva    | Terry Phelps R. Reggi      | -                             | -                          | 2e tour (1/16) K. Maleeva     | H. Mandlíková Navrátilová   | n/a                         | n/a                         |
| 1990  | -                           | -                          | 2e tour (1/16) K. Maleeva    | Jo-Anne Faull R. McQuillan | 1er tour (1/32) K. Maleeva    | Lise Gregory Gretchen Rush | 1er tour (1/32) M. Maleeva    | I. Demongeot Eva Pfaff      | n/a                         | n/a                         |
| 1991  | 3e tour (1/8) Lori McNeil   | Patty Fendick MJ Fernández | 2e tour (1/16) M. Strebel    | Kathy Jordan M. McGrath    | -                             | -                          | 1er tour (1/32) M. Maleeva    | K. Guse Akemi Nishiya       | n/a                         | n/a                         |
| 1992  | 3e tour (1/8) M. Maleeva    | Katrina Adams M. Bollegraf | 1er tour (1/32) M. Maleeva   | Eva Pfaff C. Suire         | 1er tour (1/32) M. Maleeva    | N. Jagerman B. Schultz     | -                             | -                           | n/a                         | n/a                         |
| 1993  | 2e tour (1/16) M. Maleeva   | MJ Fernández Zina Garrison | 3e tour (1/8) M. Maleeva     | G. Fernández N. Zvereva    | 3e tour (1/8) M. Maleeva      | G. Fernández N. Zvereva    | 1er tour (1/32) M. Maleeva    | Amy de Lone Erika de Lone   | n/a                         | n/a                         |
| 1994  | 3e tour (1/8) Helena Suková | Ann Grossman J. Richardson | -                            | -                          | -                             | -                          | -                             | -                           | n/a                         | n/a                         |

Sous le résultat, la partenaire ; à droite, l’ultime équipe adverse.

### En double mixte
| Année | Open d'Australie (janvier), | Open d'Australie (janvier), | Internationaux de France     | Internationaux de France | Wimbledon                     | Wimbledon                | US Open                     | US Open                 | Open d'Australie (décembre), | Open d'Australie (décembre), |
| ----- | --------------------------- | --------------------------- | ---------------------------- | ------------------------ | ----------------------------- | ------------------------ | --------------------------- | ----------------------- | ---------------------------- | ---------------------------- |
| 1983  | n/a                         | n/a                         | 1er tour (1/32) Ilie Năstase | C. Bassett Jimmy Arias   | -                             | -                        | -                           | -                       | n/a                          | n/a                          |
| 1984  | n/a                         | n/a                         | 3e tour (1/8) Mike Leach     | M. Calleja C. Fancutt    | -                             | -                        | Victoire Tom Gullikson      | E. Sayers J. Fitzgerald | n/a                          | n/a                          |
| 1985  | n/a                         | n/a                         | -                            | -                        | 2e tour (1/16) Tom Gullikson  | Jo Durie Steve Denton    | 2e tour (1/8) Tom Gullikson | K. Horvath Leif Shiras  | n/a                          | n/a                          |
| 1986  | n/a                         | n/a                         | 3e tour (1/8) D. de Miguel   | R. Fairbank M. Edmondson | 1er tour (1/32) Tom Gullikson | R. Fairbank van Rensburg | -                           | -                       | n/a                          | n/a                          |

Sous le résultat, le partenaire ; à droite, l’ultime équipe adverse.

## Parcours aux Masters

### En simple dames
| #  | Date       | Nom de l'édition                      | ($)       | Surface         | Résultat       | Ultime adversaire   | Score         |          |
| -- | ---------- | ------------------------------------- | --------- | --------------- | -------------- | ------------------- | ------------- | -------- |
| 1  | 18/03/1985 | Virginia Slims Championships New York | 500 000   | Moquette (int.) | 1er tour (1/8) | Pam Shriver         | 6-4, 0-6, 6-4 | Parcours |
| 2  | 17/03/1986 | Virginia Slims Championships New York | 500 000   | Moquette (int.) | 1er tour (1/8) | Bonnie Gadusek      | 1-6, 6-4, 6-3 | Parcours |
| 3  | 17/11/1986 | Virginia Slims Championships New York | 500 000   | Moquette (int.) | 1/4 de finale  | Steffi Graf         | 3-6, 6-3, 7-5 | Parcours |
| 4  | 16/11/1987 | Virginia Slims Championships New York | 500 000   | Moquette (int.) | 1/2 finale     | Gabriela Sabatini   | 6-3, 4-6, 6-3 | Parcours |
| 5  | 14/11/1988 | Virginia Slims Championships New York | 1 000 000 | Moquette (int.) | 1/4 de finale  | Steffi Graf         | 6-1, 6-3      | Parcours |
| 6  | 13/11/1989 | Virginia Slims Championships New York | 1 000 000 | Moquette (int.) | 1/4 de finale  | Arantxa Sánchez     | 7-5, 7-6      | Parcours |
| 7  | 12/11/1990 | Virginia Slims Championships New York | 3 000 000 | Moquette (int.) | 1/4 de finale  | Mary Joe Fernández  | 6-2, 6-4      | Parcours |
| 8  | 18/11/1991 | Virginia Slims Championships New York | 3 000 000 | Moquette (int.) | 1er tour (1/8) | Jana Novotná        | 6-0, 3-6, 6-3 | Parcours |
| 9  | 16/11/1992 | Virginia Slims Championships New York | 3 000 000 | Moquette (int.) | 1er tour (1/8) | Martina Navrátilová | 6-2, 6-2      | Parcours |
| 10 | 15/11/1993 | Virginia Slims Championships New York | 3 708 500 | Moquette (int.) | 1er tour (1/8) | Conchita Martínez   | 7-5, 6-2      | Parcours |

### En double dames
| # | Date       | Nom de l'édition                      | ($)     | Surface         | Résultat      | Partenaire       | Ultimes adversaires             | Score    |          |
| - | ---------- | ------------------------------------- | ------- | --------------- | ------------- | ---------------- | ------------------------------- | -------- | -------- |
| 1 | 17/03/1986 | Virginia Slims Championships New York | 500 000 | Moquette (int.) | 1/4 de finale | Katerina Maleeva | Martina Navrátilová Pam Shriver | 6-1, 6-0 | Parcours |
| 2 | 17/11/1986 | Virginia Slims Championships New York | 500 000 | Moquette (int.) | 1/4 de finale | Katerina Maleeva | Martina Navrátilová Pam Shriver | 6-1, 6-0 | Parcours |

## Parcours aux Jeux olympiques

### En simple dames
| # | Date       | Nom de l'olympiade             | Surface      | Résultat      | Ultime adversaire  | Score         |          |
| - | ---------- | ------------------------------ | ------------ | ------------- | ------------------ | ------------- | -------- |
| 1 | 20/09/1988 | Olympic Tennis Event Séoul     | Dur (ext.)   | Bronze        | Zina Garrison      | Partage       | Parcours |
| 2 | 28/07/1992 | Olympic Tennis Event Barcelone | Terre (ext.) | 1/4 de finale | Mary Joe Fernández | 5-7, 6-1, 6-0 | Parcours |

### En double dames
| # | Date       | Nom de l'olympiade             | Surface      | Résultat       | Partenaire       | Ultimes adversaires               | Score         |          |
| - | ---------- | ------------------------------ | ------------ | -------------- | ---------------- | --------------------------------- | ------------- | -------- |
| 1 | 20/09/1988 | Olympic Tennis Event Séoul     | Dur (ext.)   | 1er tour (1/8) | Katerina Maleeva | Elizabeth Smylie Wendy Turnbull   | 6-2, 3-6, 6-0 | Parcours |
| 2 | 28/07/1992 | Olympic Tennis Event Barcelone | Terre (ext.) | 2e tour (1/8)  | Emanuela Zardo   | Conchita Martínez Arantxa Sánchez | 6-0, 6-1      | Parcours |

## Parcours en Coupe de la Fédération
| #                                                                               | Date       | Lieu       | Surface                          | Gagnante(s)                        | Perdante(s)                      | Score          |          |
|                                                                                 |            |            |                                  |                                    |                                  |                |          |
| 1983 - 1er tour (groupe mondial) - Suisse - Bulgarie - 3 : 0                    |            |            |                                  |                                    |                                  |                |          |
| 1                                                                               | 18/07/1983 | Zurich     | Terre (ext.)                     | C. Jolissaint                      | Manuela Maleeva                  | 6-4, 4-6, 6-4  | Parcours |
|                                                                                 |            |            |                                  |                                    |                                  |                |          |
| 1984 - 1er tour (groupe mondial) - Bulgarie - Grande-Bretagne - 3 : 0           |            |            |                                  |                                    |                                  |                |          |
| 2                                                                               | 16/07/1984 | São Paulo  | Terre (ext.)                     | Manuela Maleeva                    | Jo Durie                         | 6-4, 4-6, 6-4  | Parcours |
| 2                                                                               | 16/07/1984 | São Paulo  | Terre (ext.)                     | Katerina Maleeva Manuela Maleeva   | Amanda Brown Anne Hobbs          | 7-6, 7-5       | Parcours |
|                                                                                 |            |            |                                  |                                    |                                  |                |          |
| 1984 - 2e tour (groupe mondial) - URSS - Bulgarie - 1 : 2                       |            |            |                                  |                                    |                                  |                |          |
| 3                                                                               | 16/07/1984 | São Paulo  | Terre (ext.)                     | Manuela Maleeva                    | Natasha Reva                     | 6-2, 6-0       | Parcours |
| 3                                                                               | 16/07/1984 | São Paulo  | Terre (ext.)                     | Elena Eliseenko Larisa Savchenko   | Katerina Maleeva Manuela Maleeva | 5-7, 7-5, 6-1  | Parcours |
|                                                                                 |            |            |                                  |                                    |                                  |                |          |
| 1984 - 1/4 de finale (groupe mondial) - Yougoslavie - Bulgarie - 2 : 1          |            |            |                                  |                                    |                                  |                |          |
| 4                                                                               | 16/07/1984 | São Paulo  | Terre (ext.)                     | Manuela Maleeva                    | Mima Jaušovec                    | 3-6, 6-3, 6-1  | Parcours |
| 4                                                                               | 16/07/1984 | São Paulo  | Terre (ext.)                     | Sabrina Goleš Mima Jaušovec        | Katerina Maleeva Manuela Maleeva | 6-3, 6-1       | Parcours |
|                                                                                 |            |            |                                  |                                    |                                  |                |          |
| 1985 - 1er tour (groupe mondial) - Bulgarie - URSS - 3 : 0                      |            |            |                                  |                                    |                                  |                |          |
| 5                                                                               | 08/10/1985 | Nagoya     | Dur (ext.)                       | Manuela Maleeva                    | Larisa Savchenko                 | 6-73, 6-4, 6-1 | Parcours |
| 5                                                                               | 08/10/1985 | Nagoya     | Dur (ext.)                       | Katerina Maleeva Manuela Maleeva   | Natalia Bykova Svetlana Cherneva | 6-3, 7-5       | Parcours |
|                                                                                 |            |            |                                  |                                    |                                  |                |          |
| 1985 - 2e tour (groupe mondial) - Bulgarie - Yougoslavie - 3 : 0                |            |            |                                  |                                    |                                  |                |          |
| 6                                                                               | 08/10/1985 | Nagoya     | Dur (ext.)                       | Manuela Maleeva                    | Sabrina Goleš                    | 6-1, 6-3       | Parcours |
| 6                                                                               | 08/10/1985 | Nagoya     | Dur (ext.)                       | Katerina Maleeva Manuela Maleeva   | Sabrina Goleš Aila Winkler       | 6-4, 7-67      | Parcours |
|                                                                                 |            |            |                                  |                                    |                                  |                |          |
| 1985 - 1/4 de finale (groupe mondial) - Bulgarie - Grande-Bretagne - 2 : 1      |            |            |                                  |                                    |                                  |                |          |
| 7                                                                               | 08/10/1985 | Nagoya     | Dur (ext.)                       | Manuela Maleeva                    | Annabel Croft                    | 6-2, 6-2       | Parcours |
| 7                                                                               | 08/10/1985 | Nagoya     | Dur (ext.)                       | Jo Durie Anne Hobbs                | Katerina Maleeva Manuela Maleeva | 5-4, ab.       | Parcours |
|                                                                                 |            |            |                                  |                                    |                                  |                |          |
| 1985 - 1/2 finale (groupe mondial) - Tchécoslovaquie - Bulgarie - 2 : 1         |            |            |                                  |                                    |                                  |                |          |
| 8                                                                               | 08/10/1985 | Nagoya     | Dur (ext.)                       | Hana Mandlíková                    | Manuela Maleeva                  | 3-6, 6-2, 6-1  | Parcours |
| 8                                                                               | 08/10/1985 | Nagoya     | Dur (ext.)                       | Hana Mandlíková Helena Suková      | Katerina Maleeva Manuela Maleeva | 6-3, 7-64      | Parcours |
|                                                                                 |            |            |                                  |                                    |                                  |                |          |
| 1986 - 1er tour (groupe mondial) - URSS - Bulgarie - 1 : 2                      |            |            |                                  |                                    |                                  |                |          |
| 9                                                                               | 22/07/1986 | Prague     | Terre (ext.)                     | Manuela Maleeva                    | Larisa Savchenko                 | 6-2, 6-1       | Parcours |
| 9                                                                               | 22/07/1986 | Prague     | Terre (ext.)                     | Svetlana Cherneva Larisa Savchenko | Katerina Maleeva Manuela Maleeva | 1-6, 6-4, 6-1  | Parcours |
|                                                                                 |            |            |                                  |                                    |                                  |                |          |
| 1986 - 2e tour (groupe mondial) - France - Bulgarie - 1 : 2                     |            |            |                                  |                                    |                                  |                |          |
| 10                                                                              | 22/07/1986 | Prague     | Terre (ext.)                     | Manuela Maleeva                    | Catherine Tanvier                | 6-0, 6-1       | Parcours |
|                                                                                 |            |            |                                  |                                    |                                  |                |          |
| 1986 - 1/4 de finale (groupe mondial) - Allemagne de l'Ouest - Bulgarie - 2 : 1 |            |            |                                  |                                    |                                  |                |          |
| 11                                                                              | 22/07/1986 | Prague     | Terre (ext.)                     | Manuela Maleeva                    | Claudia Kohde-Kilsch             | 6-4, 6-2       | Parcours |
| 11                                                                              | 22/07/1986 | Prague     | Terre (ext.)                     | Bettina Bunge Claudia Kohde-Kilsch | Katerina Maleeva Manuela Maleeva | 6-4, 6-2       | Parcours |
|                                                                                 |            |            |                                  |                                    |                                  |                |          |
| 1987 - 1er tour (groupe mondial) - Bulgarie - Grèce - 2 : 1                     |            |            |                                  |                                    |                                  |                |          |
| 12                                                                              | 28/07/1987 | Vancouver  |                                  | Manuela Maleeva                    | A. Kanellopoúlou                 | 6-0, 6-0       | Parcours |
|                                                                                 |            |            |                                  |                                    |                                  |                |          |
| 1987 - 2e tour (groupe mondial) - Bulgarie - Indonésie - 2 : 1                  |            |            |                                  |                                    |                                  |                |          |
| 13                                                                              | 28/07/1987 | Vancouver  |                                  | Manuela Maleeva                    | Yayuk Basuki                     | 6-4, 6-0       | Parcours |
|                                                                                 |            |            |                                  |                                    |                                  |                |          |
| 1987 - 1/4 de finale (groupe mondial) - Bulgarie - Australie - 2 : 0            |            |            |                                  |                                    |                                  |                |          |
| 14                                                                              | 28/07/1987 | Vancouver  |                                  | Manuela Maleeva                    | Elizabeth Smylie                 | 6-4, 6-4       | Parcours |
|                                                                                 |            |            |                                  |                                    |                                  |                |          |
| 1987 - 1/2 finale (groupe mondial) - États-Unis - Bulgarie - 3 : 0              |            |            |                                  |                                    |                                  |                |          |
| 15                                                                              | 28/07/1987 | Vancouver  |                                  | Chris Evert                        | Manuela Maleeva                  | 6-2, 2-6, 6-4  | Parcours |
|                                                                                 |            |            |                                  |                                    |                                  |                |          |
| 1989 - 1er tour (groupe mondial) - Corée du Sud - Bulgarie - 0 : 3              |            |            |                                  |                                    |                                  |                |          |
| 16                                                                              | 03/10/1989 | Tokyo      | Dur (ext.)                       | Manuela Maleeva                    | Kim Il-soon                      | 6-1, 6-0       | Parcours |
| 16                                                                              | 03/10/1989 | Tokyo      | Dur (ext.)                       | Katerina Maleeva Manuela Maleeva   | Kim Il-soon Lee Jeong-myung      | 7-5, 6-0       | Parcours |
|                                                                                 |            |            |                                  |                                    |                                  |                |          |
| 1989 - 2e tour (groupe mondial) - Argentine - Bulgarie - 0 : 3                  |            |            |                                  |                                    |                                  |                |          |
| 17                                                                              | 03/10/1989 | Tokyo      | Dur (ext.)                       | Manuela Maleeva                    | Mercedes Paz                     | 4-6, 6-1, 6-3  | Parcours |
| 17                                                                              | 03/10/1989 | Tokyo      | Dur (ext.)                       | Katerina Maleeva Manuela Maleeva   | Florencia Labat Mercedes Paz     | 6-1, 3-6, 6-1  | Parcours |
|                                                                                 |            |            |                                  |                                    |                                  |                |          |
| 1989 - 1/4 de finale (groupe mondial) - Australie - Bulgarie - 2 : 1            |            |            |                                  |                                    |                                  |                |          |
| 18                                                                              | 03/10/1989 | Tokyo      | Dur (ext.)                       | Anne Minter                        | Manuela Maleeva                  | 6-3, 2-6, 6-4  | Parcours |
| 18                                                                              | 03/10/1989 | Tokyo      | Dur (ext.)                       | Elizabeth Smylie Janine Thompson   | Katerina Maleeva Manuela Maleeva | 5-7, 6-4, 6-0  | Parcours |
|                                                                                 |            |            |                                  |                                    |                                  |                |          |
| 1991 - 1er tour (groupe mondial) - Suisse - Argentine - 2 : 0                   |            |            |                                  |                                    |                                  |                |          |
| 19                                                                              | 23/07/1991 | Nottingham |                                  | Manuela Maleeva                    | Mercedes Paz                     | 6-0, 7-65      | Parcours |
|                                                                                 |            |            |                                  |                                    |                                  |                |          |
| 1991 - 2e tour (groupe mondial) - Suisse - Chine - 2 : 1                        |            |            |                                  |                                    |                                  |                |          |
| 20                                                                              | 24/07/1991 | Nottingham |                                  | Manuela Maleeva                    | Li Fang                          | 6-75, 7-5, 6-2 | Parcours |
| 20                                                                              | 24/07/1991 | Nottingham | Li Fang Yi Jingqian              | Cathy Caverzasio Manuela Maleeva   | 3-1, ab.                         |                | Parcours |
|                                                                                 |            |            |                                  |                                    |                                  |                |          |
| 1991 - 1/4 de finale (groupe mondial) - Suisse - Tchécoslovaquie - 1 : 2        |            |            |                                  |                                    |                                  |                |          |
| 21                                                                              | 25/07/1991 | Nottingham |                                  | Jana Novotná                       | Manuela Maleeva                  | 6-4, 6-4       | Parcours |
| 21                                                                              | 25/07/1991 | Nottingham | Cathy Caverzasio Manuela Maleeva | Jana Novotná Regina Kordová        | 6-4, 2-1, ab.                    |                | Parcours |
|                                                                                 |            |            |                                  |                                    |                                  |                |          |
| 1992 - 1er tour (groupe mondial) - Suède - Suisse - 2 : 1                       |            |            |                                  |                                    |                                  |                |          |
| 22                                                                              | 14/07/1992 | Francfort  | Terre (ext.)                     | Manuela Maleeva                    | Catarina Lindqvist               | 6-0, 6-2       | Parcours |
| 22                                                                              | 14/07/1992 | Francfort  | Terre (ext.)                     | Maria Lindström Maria Strandlund   | Manuela Maleeva Michelle Strebel | 6-4, 5-7, 6-4  | Parcours |
|                                                                                 |            |            |                                  |                                    |                                  |                |          |
| 1992 - Barrage (groupe mondial I) - Israël - Suisse - 0 : 3                     |            |            |                                  |                                    |                                  |                |          |
| 23                                                                              | 16/07/1992 | Francfort  | Terre (ext.)                     | Manuela Maleeva                    | Anna Smashnova                   | 6-1, 6-0       | Parcours |
|                                                                                 |            |            |                                  |                                    |                                  |                |          |
| 1992 - Barrage (groupe mondial I) - Paraguay - Suisse - 0 : 3                   |            |            |                                  |                                    |                                  |                |          |
| 24                                                                              | 17/07/1992 | Francfort  | Terre (ext.)                     | Manuela Maleeva                    | Rossana de los Ríos              | 6-2, 6-2       | Parcours |

## Classements WTA en fin de saison

### En simple
| Année | 1982 | 1983 | 1984 | 1985 | 1986 | 1987 | 1988 | 1989 | 1990 | 1991 | 1992 | 1993 |
| Rang  | 60   | 32   | 6    | 7    | 10   | 8    | 6    | 9    | 9    | 10   | 9    | 11   |

Source : (en) « Classements de Manuela Maleeva », sur le site officiel du WTA Tour

### En double
| Année | 1986 | 1987 | 1988 | 1989 | 1990 | 1991 | 1992 | 1993 |
| Rang  | 45   | 47   | 128  | 72   | 89   | 34   | 261  | 17   |

Source : (en) « Classements de Manuela Maleeva », sur le site officiel du WTA Tour